# Ancistrocerus biphaleratus triphaleratus
Ancistrocerus biphaleratus triphaleratus é uma subespécie de insetos himenópteros, mais especificamente de vespas pertencente à família Vespidae.
A autoridade científica da subespécie é Saussure, tendo sido descrita no ano de 1855.
Trata-se de uma subespécie presente no território português.